# Фрайт Володимир Васильович
Фрайт Володимир Васильович (псевдо: «Батько», «Жар», «Вир», «Владан», «Владко», «інж. К. Владан», «Карб», «Роман», «АГБ», «Ст-5», «16», «016», «82», «082», «96», «98»; 13 серпня 1911, с. Лішня Дрогобицький район Львівська область — 13 грудня 1951, с. Сваричів, Рожнятівський район, Івано-Франківська область) — український військовик, окружний провідник Калуської та Дрогобицької округи ОУН, лицар Бронзового хреста заслуги УПА.

## Життєпис
Народився у селянській сім’ї 13 серпня 1911 року у селі Лішня Дрогобицького району Львівської області.  
Навчався у Стрийській гімназії, де познайомився і зійшовся з багатьма майбутніми діячами визвольного руху, зокрема, серед його однокласників були Кость Цмоць, Григорій Гасин, Григорій Дулин, Роман Ференц, Дмитро Корінець, Богдан Галайчук, Зиновій Гойсак, Володимир Тимчій, Лев Ребет, Василь Яворів та інші.
Продовжив навчання на агрономічному факультеті Львівської політехніки (закінчив в час німецької окупації). Член ОУН (1930-і). Інструктор Хліборобського вишколу молоді товариства «Сільський господар» у Стрию (1936—1939). 
Учасник похідних груп ОУН (1941), провідник Звягельської округи на Житомирщині (08.-09.1941). Редактор осередку пропаганди (1945), референт пропаганди (01.1946-05.1949) Дрогобицького окружного проводу ОУН, в. о. політвиховника Дрогобицького ТВ-24 «Маківка» (І-а пол. 1947).
Керівник Дрогобицького (05.1949 — поч. 08.1950) та Калуського (поч. 08.1950 — 12.1951) окружних проводів ОУН, член ширшого Карпатського крайового проводу ОУН (1949—1951). Застрелився у криївці, не бажаючи здаватись живим. 

## Нагороди
Відзначений Бронзовим хрестом заслуги (30.07.1950).